# ازت ممنونم، اما نه
ازت ممنونم، اما نه (انگلیسی: Te Lo Agradezco, Pero No) تک‌آهنگی از خواننده سبک لاتین و تهیه‌کنندهٔ موسیقی اسپانیایی آلخاندرو سانز است که در ۱۱ دسامبر ۲۰۰۶ منتشر شد. این تک‌آهنگ با همکاری شکیرا ساخته و خوانده شده‌است.